# 1035 Amata
1035 Amata là một tiểu hành tinh vành đai chính. Nó được phát hiện bởi Karl Wilhelm Reinmuth ngày 29 tháng 9 năm 1924. Tên ban đầu của nó là 1924 SW.